# WebM
WebM — открытый формат медиаконтейнера. Представлен «Google» на конференции «Google I/O 2010».. Формат не требует лицензионных отчислений, основан[уточнить] на открытых видеокодеках VP8, VP9 и AV1, а также аудиокодеках Vorbis и Opus. Мультимедиа-данные в указанных выше форматах помещаются в контейнер WebM, являющийся подмножеством универсального медиаконтейнера Matroska
Данный формат продвигается компанией Google в качестве замены проприетарных стандартов H.264/AVC и H.265/HEVC.
Поддержка формата уже осуществлена во всех основных браузерах.
Представитель компании Adobe Systems заявил, что WebM будет встроен в технологию Adobe Flash.
О поддержке WebM уже заявили компании Microsoft, Skype, AMD, nVidia, ARM, Broadcom, Digital Rapids, Freescale, Imagination, Logitech, Marvell, MIPS, Qualcomm, Texas Instruments, Veri Silicon, ViewCast. Сайт YouTube.com тоже поддерживает данный видеоформат.

## История
В пятую версию языка HTML был добавлен специальный элемент для отображения видео. В качестве стандарта предлагалось использовать свободное ПО: видеокодек Theora, аудиокодек Vorbis и медиаконтейнер Ogg. Однако, некоторые игроки рынка были недовольны качеством Theora и отсутствием аппаратного ускорения для него, поэтому из спецификации HTML5 в 2007 году было удалено упоминание конкретных стандартов (см. Use of Ogg formats in HTML5#Opposition). В итоге изначально для видео в HTML5 использовалось две реализации: Theora/Vorbis/Ogg (поддерживаются Mozilla, Opera и Фондом Викимедиа) и H.264/AAC/MPEG-4 (поддерживается Apple и Microsoft).
Для прекращения «войны форматов» Google купила компанию On2 (разработчика VP3, предшественника Theora, и нового более качественного видеокодека VP8). На Google I/O 2010 код VP8 был открыт под лицензией, сходной с BSD, и представлен набор из видео-/аудиокодеков и медиаконтейнера под общим именем «WebM». Вскоре VP8 был усовершенствован и появился кодек VP9, на основе которого, с использованием технологий других открытых кодеков, Альянсом за открытые медиа (AOMedia) был разработан AV1.

## Поддержка браузеров
Финальные версии браузеров, в которых включена поддержка формата WebM:
- Google Chrome 6[11]
- Chromium
- Maxthon
- Microsoft Edge
- Mozilla Firefox 4[12], можно отключить в about:config media.webm.enabled false
- Opera 10.60[13][14][15]
- Vivaldi
- Яндекс.Браузер[16]

Также формат будет поддерживаться Internet Explorer 9 при установке нужных кодеков в Windows.

## Поддержка со стороны ПО
Воспроизведение
- Любой браузер с поддержкой данного формата
- Media Player Classic
- mplayer
- VLC
- VSDC
- Любые другие проигрыватели мультимедиа данных, использующие библиотеку libavcodec

Кодирование в WebM или декодирование из данного формата в любой другой
- FFmpeg (кодирование через библиотеку libvpx)
- Бесплатный видеоредактор VSDC
- Любые другие мультимедиа редакторы, использующие библиотеку libavcodec для декодирования и libvpx для кодирования